# Brązowy rekin bambusowy
Brązowy rekin bambusowy, rekin bambusowy (Chiloscyllium punctatum) – gatunek małej wielkości ryby chrzęstnoszkieletowej z rodziny Hemiscyllidae. Zamieszkuje wschodnie tereny Indo-Pacyfiku. Podczas gdy osobniki dorosłe są koloru brązowawego, młode osobniki są mlecznobiałe z czarnymi przepasaniami na ciele. IUCN uznaje brązowego rekina bambusowego za gatunek bliski zagrożenia (NT – Near Threated). Bywa hodowany w akwariach. Zapisy kopalne rodzaju Chiloscyllium datuje się na cenoman (wiek kredy późnej).

## Taksonomia
Gatunek ten opisali Johannes Peter Müller i Jakob Henle w 1838 roku, nadali mu nazwę Chiloscyllium punctatum. Obecnie rekina tego umieszcza się w rodzinie Hemiscyllidae. Opisywany pod jednym synonimem: Ch. margaritiferum (Bleeker, 1863). 

### Pozycja systematyczna
Przeprowadzono badania cytochromu b i rRNA, aby sprawdzić pokrewieństwo między rekinami z rodzaju Chiloscyllium, występujących u wybrzeży Azji Południowej. Okazuje się, że najbliższym krewnym Ch. punctatum jest Ch. plagiosum oraz Ch. indicum. Wywnioskowano też, że Ch. punctatum to takson siostrzany co do tych dwóch ostatnich (wskazuje to są chociażby podobna barwa), natomiast Ch. griseum i Ch. hasselti tworzą własną linię rozwojową. Oto kladogram (uproszczono): 
|  | Ch. indicum   |
|  |               |
|  | Ch. plagiosum |
|  |               |
|  | Ch. punctatum |
|  |               |

|  | Ch. griseum  |
|  |              |
|  | Ch. hasselti |
|  |              |

|  | Ch. indicum   |
|  |               |
|  | Ch. plagiosum |
|  |               |
|  | Ch. punctatum |
|  |               |

|  | Ch. griseum  |
|  |              |
|  | Ch. hasselti |
|  |              |

### Etymologia
Nazwa rodzajowa pochodzi od dwóch greckich słów:
- cheilos = warga,
- scyllium = z języka greckiego, słowo jest określeniem na małego rekina,
- punctatum = kropkowany, w odniesieniu do maluch plamek na ciałach młodych osobników.

## Występowanie
Występuje w Indo-Pacyfiku: stwierdzony w Indiach, na Sri Lance, na Malediwach, Bangladeszu, Tajlandii, Singapurze, Kambodży, Laosie, Wietnamie, Chinach (część kontynentalna, Hongkong wraz z Makau), Tajwanie, Japonii, Jawie, Malezji, Sumatrze, Komodo, Sulawesi, Indonezji (Irian Zachodni), Papui-Nowej Gwinei i Australii (Queensland, Australia Zachodnia i Północna).

## Morfologia

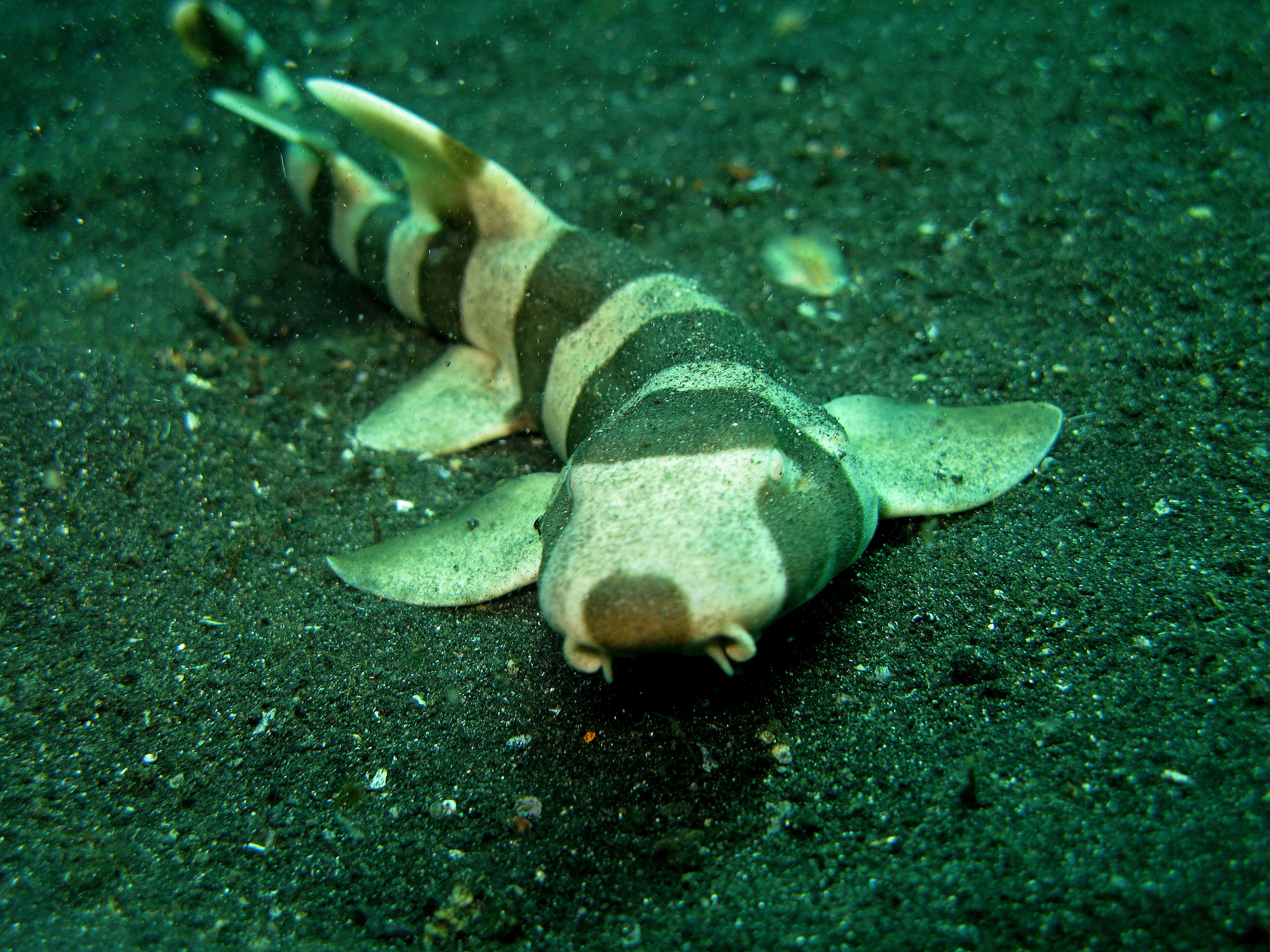
Osobnik młodociany

Jest to mały rekin: rekordowy osobnik mierzył 105 cm długości, zwykle jednak 100 cm (FishBase szacuje długość na 132 cm). Samce osiągają dojrzałość płciową po przekroczeniu 68 – 76 cm długości, samice przy długości ok. 63 cm długości. Noworodki mierzą od 13 do 17 cm.    
Gatunek ten jest bardzo smukły z dużymi (szczególnie piersiowymi, ogonową i grzbietowymi), wyraźnymi płetwami. Liczba kręgów – 136 do 170. Na głowie, blisko otworu gębowego widoczne dwa wąsiki czuciowe. Oczy duże.   
Epitet gatunkowy nawiązuje do ubarwienia osobników juwenalnych: ich czarne paski na białym tle przypominają łudząco wzór na pędach bambusa. Mają także zwykle kilka plamek. Wraz ze wzrostem, osobniki dorosłe ciemnieją, stając się brązowoszare.   

### Uzębienie
Zęby Ch. punctatum ma podobne jak inne z rodziny Hemiscyllidae. Wykazują zróżnicowanie w żuchwie i szczęce. Każdy ząb ma słabo ukształtowany korzeń wargowy i posiada przyśrodkowy guzek. Liczba zębów w szczękach  26-35/21-32.

## Ekologia

### Środowisko
Pospolity. Brązowe rekiny bambusowe zamieszkują przede wszystkim rafy koralowe, baseny pływowe, watty i płytkie przybrzeżne zbiorniki na głębokości od 0 do 85 metrów. Gatunek ten przystosował się do swoich środowisk występowania, potrafi on wytrzymać 12 godzin poza wodą. Poruszać także może dzięki swym płetwom piersiowym.

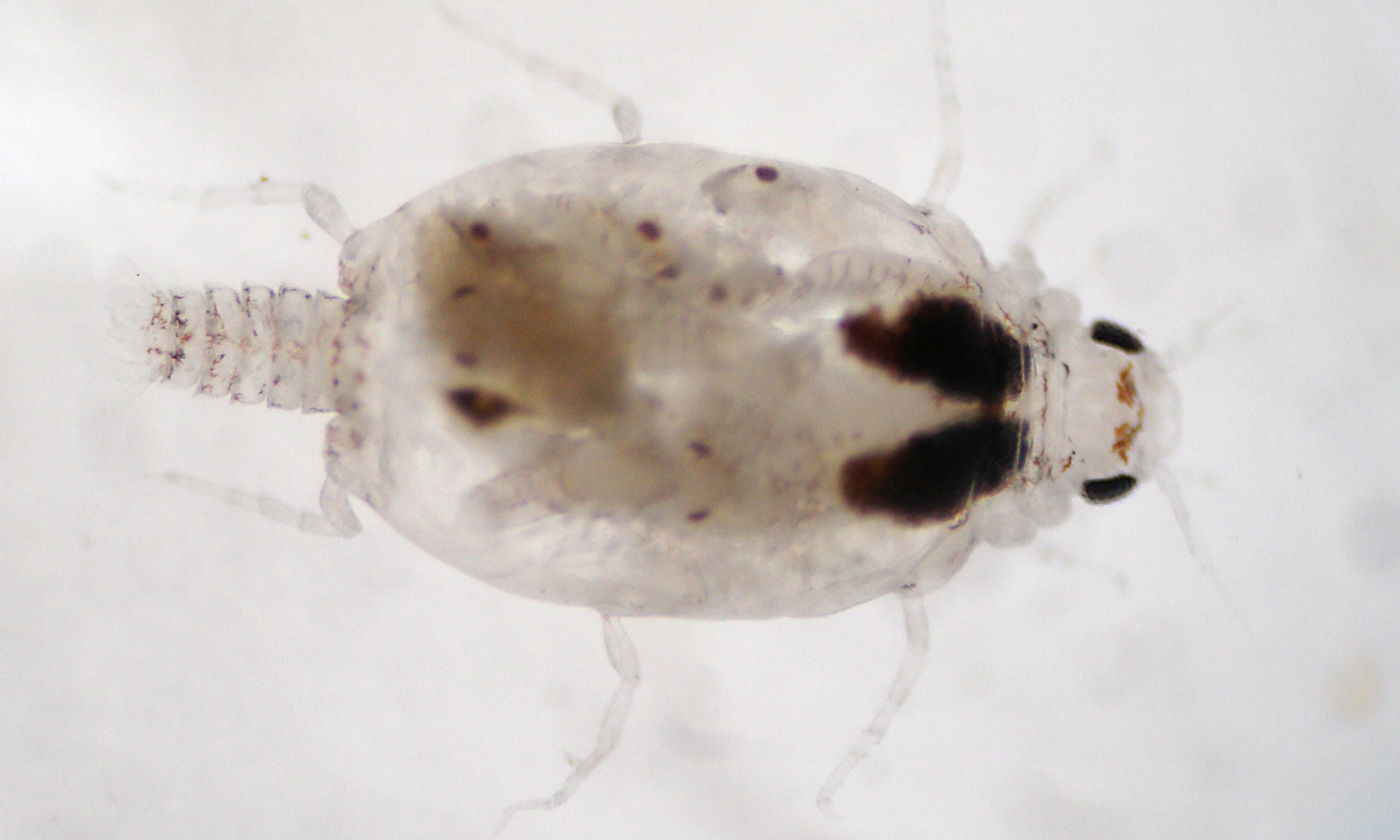
Rekiny bambusowe odżywiają się głównie bezkręgowcami, podczas gdy sam jest żywicielem dla stawonogów, jak ten równonóg Gnathia marleyi (samica)

### Odżywianie się i zdolność pobierania pokarmu
Nie jest wybredny. Badania na rekinach z Australii potwierdziły, że gatunek ten odżywia się rybami kostnymi (Osteichthyes), krabami (Brachyura), krewetkami (Caridea), wieloszczetami (Polychaeta). Wraz ze wzrostem szczęki i mięśni żuchwy (także gnyka i kości kruczej) aparat gębowy coraz bardziej przystosowuje do danej grupy pokarmu. Ponadto kości szczęk wykazywały (u badanego osobnika) słabą allometrię, przez co rekin ten może pobierać duże ilości pokarmu (rekin bardziej „ssie” lub „wsysa” pokarm niż go gryzie).

### Pasożyty
Na tym rekinie pasożytują wyłącznie bezkręgowce:
| Pasożyty omawianego gatunku | Pasożyty omawianego gatunku |
| --------------------------- | --- |
| Przywry monogeniczne        | Empruthotrema dasyatidis |
| Przywry                     | Anaporrhutum sp., Nagmia sp., Staphylorchis cymatodes |
| Nicienie                    | Paraleptus chiloscyllii, Pulchrascaris chiloscyllii |
| Widłonogi                   | Dissonus inaequalis, Eudactylina aspera |
| Tasiemce                    | Caulopatera pagei, Dollfusiella imparispinis, Grillotia, Heteronybelinia australis, Hornelliella annandalei, Orectolobicestus tyleri, Poecilorhynchus perplexus, Prochristianella cairae, Scyphophyllidium lorettae, Shirleyrhynchus aetobatidis, Spiniloculus sp., Yorkeria sp. |

### Rozmnażanie

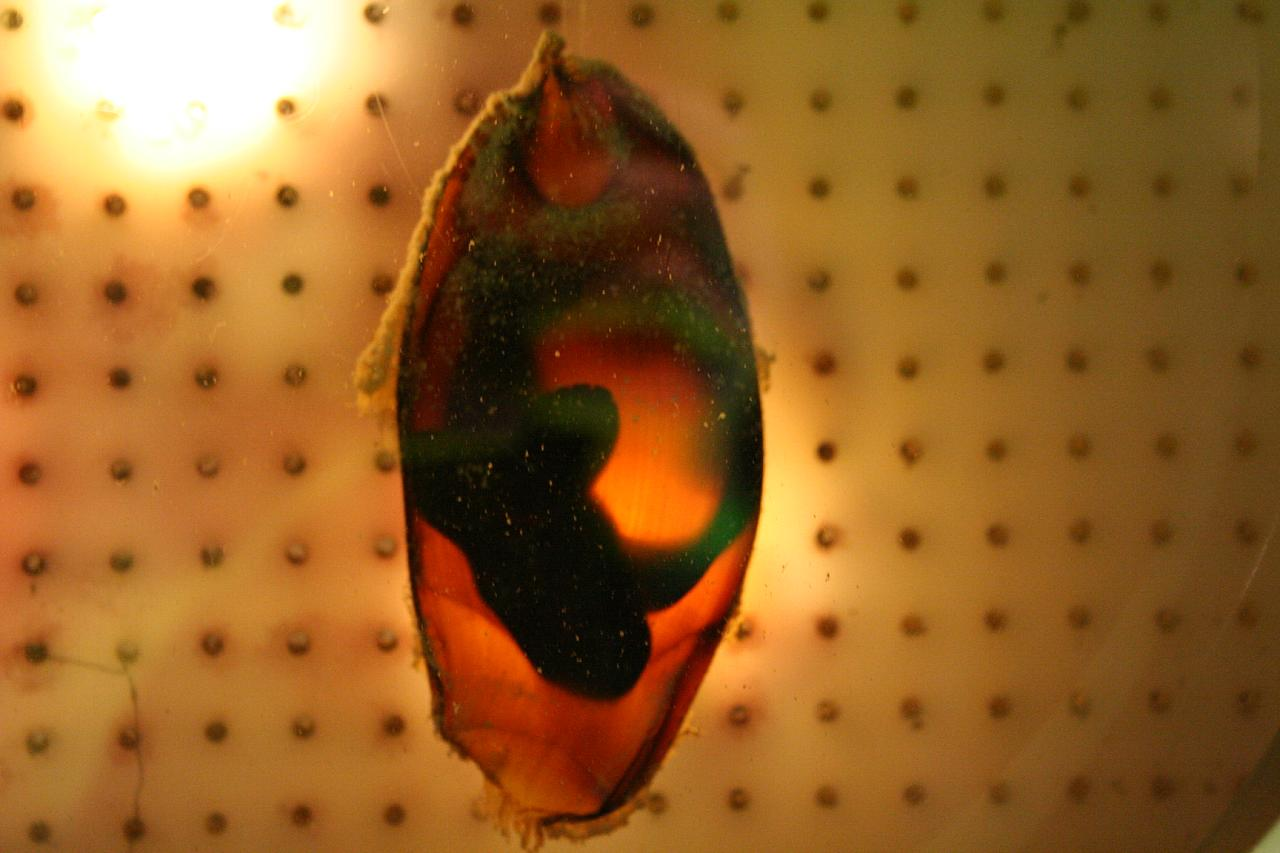
Jajo rekina bambusowego z widocznym zarodkiem

Gatunek ten ma podobne zwyczaje godowe co inne dywanokształtne: samce wykonują tańce godowe, następnie gonią samice, do czasu gdy będą mogły z nimi odbyć gody. Samiec stara się przewrócić samicę na brzuch. Rekin ten jest jajorodny, składa jaja (długości 11 lub 15 cm), przypominające „kapsuły”, wyposażone w wąsy czepne. Młode odżywiają się zawartością pęcherzyka żółtkowego. Mają ograniczoną zdolność pływania, dlatego gdy wyjdą z osłonek jajowych, od razu zaczynają pływać, aby rozruszać swe ciało. W niewoli rozmnażają się dość łatwo.

## Warunki chowu
Są one częstymi rybami w akwariach morskich, ze względu na łagodne usposobienie i atrakcyjny wygląd.
Młode osobniki można hodować w zbiorniku 115-litrowym, dorosłe w zbiorniku 680-litrowym z drobnym podłożem. Rekiny te potrzebują dużo miejsca, jednak nie są aktywnymi pływakami. W akwarium powinny znajdować się różnorodne kryjówki. Młode osobniki z początku są wybredne, można je karmić kawałkami kalmarów lub mrożonymi krewetkami lub rybami.
W Polsce rekiny bambusowe są hodowane w Akwarium Gdyńskim.

## Status, zagrożenia i ochrona
Międzynarodowa Unia Ochrony Przyrody (IUCN) uznaje brązowego rekina bambusowego za gatunek bliski zagrożenia (NT – Near Threated) od 2006 roku. Liczebność populacji nie jest znana, a jej trend opisywany jest jako spadkowy. 
Przyczyną tego może być wyłapywanie w celach akwarystycznych i konsumpcyjnych, jego części ciała używane są w tradycyjnej medycynie chińskiej, grozi mu też utrata siedlisk poprzez wysadzanie raf koralowych. Aby zapobiec utracie populacji, można kupować osobniki z hodowli, a nie tych pochodzących z odłowu.